# Ross Rebagliati
Ross Rebagliati (* 14. července 1971 Vancouver) je bývalý kanadský profesionální snowboardista, vítěz obřího slalomu na Zimních olympijských hrách 1998.
Během závodní kariéry vyhrál dva závody Světového poháru, v celkové kvalifikaci se umístil nejlépe v sezóně 1996/97, kdy byl třetí v obřím slalomu a třináctý celkově. Na mistrovství světa ve snowboardingu bylo jeho největším úspěchem 9. místo v Innichenu roku 1997. Při olympijské premiéře snowboardingu na hrách v Naganu vyhrál 8. února 1998 závod v obřím slalomu, který se jel za mlhy a sněžení, součtem časů obou jízd 2:03,96, i když po prvním kole byl až sedmý. O tři dny později bylo oznámeno, že Rebagliati měl v krvi 17,8 nanogramu na mililitr tetrahydrocannabinolu (povolená dávka byla 15 nanogramů), byl proto diskvalifikován a zlatou medaili obdržel druhý v cíli, Ital Thomas Prugger. Následovalo odvolání, závodník prohlásil, že marihuanu nekouřil, ale pouze pasivně vdechoval. Zazněl také argument, že THC kvalitu sportovního výkonu nezlepšuje, ale prokazatelně zhoršuje. Prozkoumání případu odhalilo, že konopí je na seznamu nedovolených látek podle Mezinárodní lyžařské federace, ale Mezinárodní olympijský výbor ho výslovně nezakazuje. Rebagliatimu byl proto titul olympijského vítěze navrácen. Marihuana byla po skandálu zařazena na seznam zakázaných látek, ale roku 2013 MOV zvýšil povolenou koncentraci na 150 ng/ml.
Rebagliati ukončil závodní kariéru v roce 2001, pracoval jako realitní makléř a založil snowboardovou školu RASTA (Rebagliati Alpine Snowboard Training Academy). Roku 2014, kdy byly v Kanadě liberalizovány protidrogové zákony, založil firmu Ross' Gold zabývající se prodejem marihuany pro lékařské účely.